# Ambrosius Ehinger
Ambrosius Ehinger také Dalfinger, Alfinger, Thalfinger (* před 1500? Thalfingen u Ulmu nebo Kostnice – † 1532 – 1533? u Chinácota, Kolumbie) byl německý conquistador a první guvernér Malých Benátek, německé kolonie v dnešní Venezuele.
Do Jižní Ameriky připlul 1528 do přístavu Coro, jako reprezentant bankovní firmy Welserů spolu s dalšími 780 kolonisty. Jelikož Malé Benátky nebyly vhodné pro zemědělskou činnost, obrátil se Ehinger do vnitrozemí, kam podnikal otrokářské nájezdy a podrobil si okolní Indiány. Při jedné své výpravě založil město Maracaibo, které osídlil asi 60 španělskými osadníky. Roku 1531 se dostal při výpravě za bájným Eldoradem až k Tamalameque na řece Magdaleně. Na konci roku 1532 byl ve východních Kordillerách, asi 400 kilometrů od Bogoty na dnešní hranici s Kolumbií byl při bojích s indiány vážně raněn. Jeho osud není znám, uvádí se, že buď padl v tomto boji nebo zemřel v letech 1532 – 1533 na cestě zpět do Cora, či podlehl svým zraněním až po svém návratu. Ehinger je jednou z postav vystupujících v románu Alfreda Döblina Země, kde se neumírá.